# Імамкулі-хан
Імамкулі-хан (1582 — 1644) — 4-й володар Бухарського ханства у 1611—1642 роках. Держава досягла найбільшого політичного, економічного і культурного піднесення.

## Життєпис

### Молоді роки
Походив з династії Аштарханідів, гілки Тука-Тимуридів. Син Дін-Мухаммада. Народився 1582 року в Бухарі. 1598 року його батько загинув у битві біля Герату. Виховувався при дворі діда хана Джані-Мухаммада. 1603 року разом з братом Надир-Мухаммадом придушив повстання Тимуридів в Кулябі й Тохаристані.
1605 року новий хан Валі-Мухаммад (стрийко Імамкулі) надав йому у володіння Самарканд. 1606 року Імамкулі і Надир-Мухаммад придушили повстання феодалів Балху, Чаганіану й Хісару. Того ж року брав участь в обороні Самарканду від казахського султана Абилая, правителя Туркестана і Шаша.
1609 року, коли Валі-Мухаммад рушив проти Надир-Мухаммада, правителя Балху, Імамкулі вбив Назар-кукелташа, аталика Самарканду, а потім втік до Балху. Проте за посередництва шейхів вдалося укласти мир між Валі-Мухаммадом та Імамкулі з братом.
1610 року Імамкулі й Надир-Мухаммад спробували розширити володіння. Але не вдалося захопити Чаганіан. Втім вони вправно захистили Термез від Валі-Мухаммада. На початку 1611 року внаслідок змов емірів в Бухарі й Самарканді владу Валі-Мухаммада було повалено. У лютому того ж року Імамкулі було оголошено бухарським ханом.

### Хан
Невдовзі стикнувся з новим вторгненням казахів. Цим скористався Валі-Мухаммад, що за підтримки перських військ, відвоював собі Бухару. За цих обставив Імамкулі-хан уклав союз з казахським ханом Єсімом (в обмін на затвердження за ним Туркестану і Шашу). Потім у вирішальній битві завдав поразки Валі-Мухаммаду, якого було взято полон й невдовзі страчено. Казахи сплюндрували околиці Самарканду. Щоб вони повернулися до себе бухарський хан передав Жанібеку (сину Єсім-хана) місто Сагарадж.
Призначив очільником фінансів стрийка Надир-диванбегі (з племені арлат). Вождю племені алчин Ялангтуш Багадур-бію передав Самарканд.
У 1612 року він відправив військо на чолі зі Ялангтуш Багадур-бієм проти Єсім-хана, яке втім зазнало невдачі. Водночас за підтримки персів став здійснювати набіги на західні володіння Рустам-султан (син Валі-Мухаммада).
1613 року відправив посольство на чолі із Ходжою-Наврузою до Московського царства у зв'язку з сходженням на престол царя Михайла I Романова.
У 1614—1615 роках Ялангтуш Багадур-бій здійснив похід на Хорасан, що входивдо Держави Сефевідів. Він дійшов до Мешхеда та сплюндрував Мазандаран. 1615 року бухарське військо на чолі із Кара-Тугмою здійснило новий похід на Хорасан.
1615 року послів до могольського падишаха Джаханґіра з метою укладання військово-політичного союзу проти Сефевідів. Обмін посольствами продовжувався і наступні роки. У 1616—1617 роках йшов інтенсивний обмін посольствами з османським султаном Ахмедом I. Згідно договору бухарське військо атакували Державу Сефевідів, щоб допомогти османам у війні. 1618 року після укладання Серавського миру бойові дії було припинено. Того ж року було укладено мирний договір з Персією.
1619 року посла Імамкулі-хана було урочисто прийнято в Ісфагані. Водночас відпрявлялися посольства до імперії Мін й Москви.
У 1621 році прийняв посольство з Імперії Великих Моголів та Московії. Пізніше Імамкулі-хан відправляв до царя Михайла I іншого свого посла Адамбая. Того ж року вдалося відбити напад на Самарканд
У 1621 року військо на чолі із Ялангтуш Бахадуром відбило напад казахського султана Турсун-Мухаммада, правителя Шашу. У 1623 року було здійснено похід до Фергани, де було поставлено залежного правителя. Невдовзі бухарське військо зазнало поразки від казахів на чолі із Турсун-Мухаммадом в битві біля Шахрухіє. Самаркандський вілаєт і область Міанкаль були сплюндровані. За новою угодою кордоном стало місто Шахрухія.
1627 року скористався загибелю Турсун-Мухаммада у війні з Єсім-ханом, відвоювавши втрачені у 1623 році володіння. У 1628 року в битві в місцині Каймас (біля Шашу) було завдано поразки казахам на чолі із Абулай-султаном, що втік до Могулії. Імамкулі-хан скористався цим, а також складним становищем казахського хана Жанібека для відновлення влади над Шашем і Андижаном. В останньому хакімом (намісником) поставив свого сина Пірмухаммад-султана.
1631 року казахи Абулай-султана напали на Андижан, де вбили Пірмухаммад-султана. Втім бухарський хан зумів зберегти Андижан за собою. Втім 1632 року поступився Шашем хану Жанібеку, втім у 1635 року Імамкулі-хан відвоював його знову. Водночас брат хана — Надир-Мухаммад — починає здійснювати активні напади на Хорасан. Того ж року відправив війська, що завдали поразки торгутам на чолі із Хо-Урлюком. 1636 року війська Імамкулі-хана здійснили похід на Сайрам, на околицях якого вони атакували казахські племена. 1638 року бухарське ханство стикнулося з амбіціями могольського падишаха Шах Джахана підкорити Балхську область. Втім невдачі моголів з афганськими племенами запобігли війні. 1639 року було відбито напад торгутів на Бухару.
1640 року було укладено мирний договір з Імперією Великих Моголів. 1642 року зрікся влади на користь брата Надир-Мухаммада. За цим рушив у хадж через Персію, Багдад, Палестину, Медіну. Помер 1644 року у Мецці. Поховано його було в Медіні.

## Будівництво
За підтримки хана та кошти найвищих сановнкиів й емірів було зведено низку архітектурних шедеврів, зокрема соборну мечеть і медресе Тілля-Карі, медресе Шердор у Самарканді, медресе Надир-диванбегі у Бухарі та Самарканді.